# Mühlberg (Brandemburgo)
Mühlberg é um município da Alemanha, situado no distrito de Elbe-Elster, no estado de Brandemburgo. Tem 88,55 km² de área, e sua população em 2019 foi estimada em 3.671 habitantes.